# Glazen Koets (Nederland)

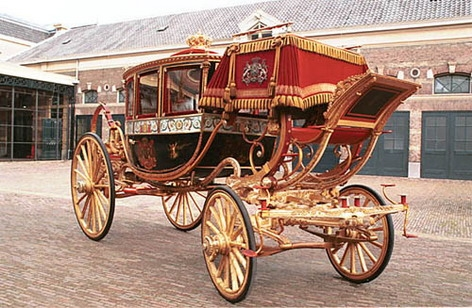
De Glazen Koets

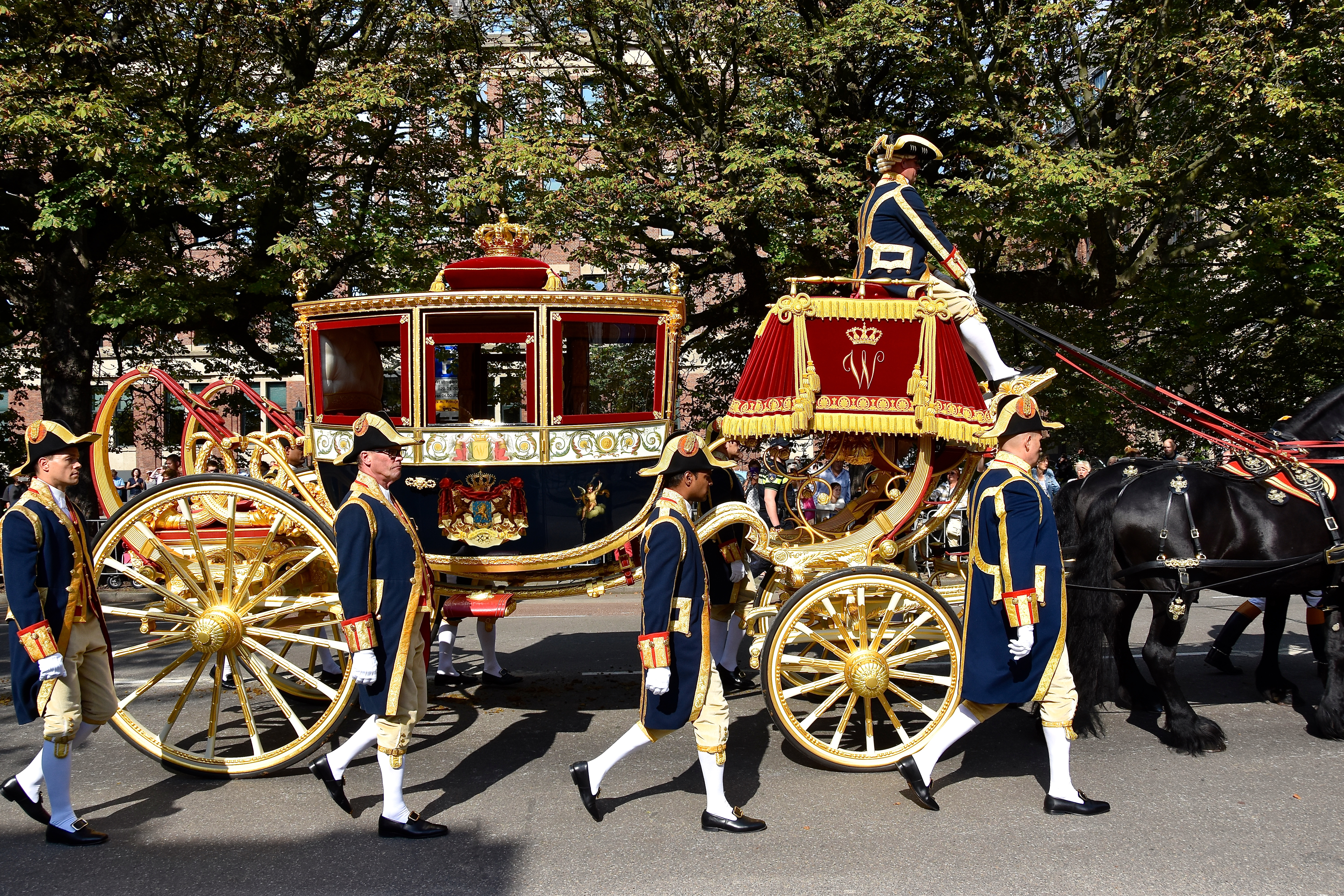
De Glazen Koets tijdens Prinsjesdag 2016

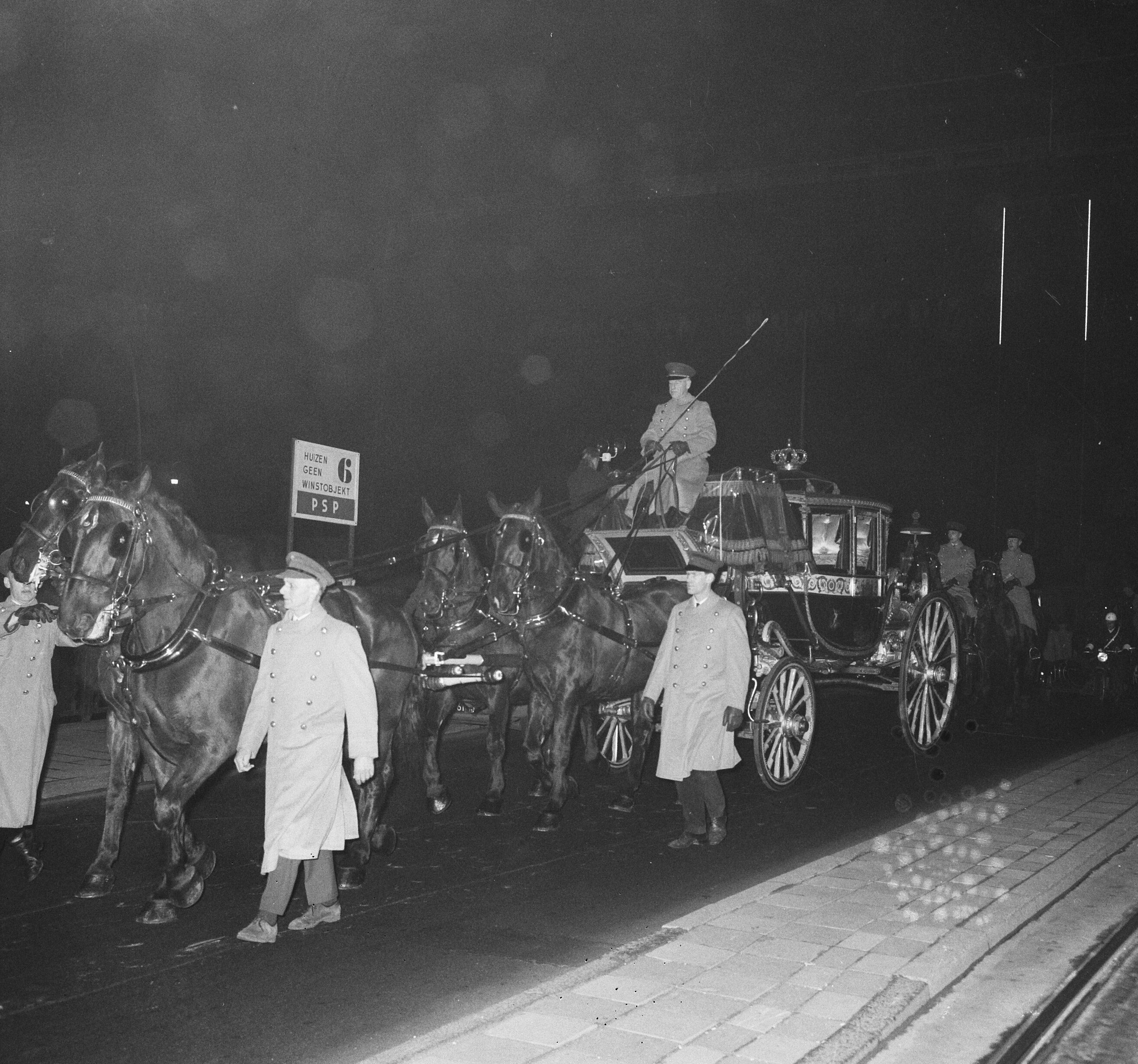
Proefrit van de Glazen Koets voorafgaand aan het huwelijk van prinses Beatrix en prins Claus in 1966

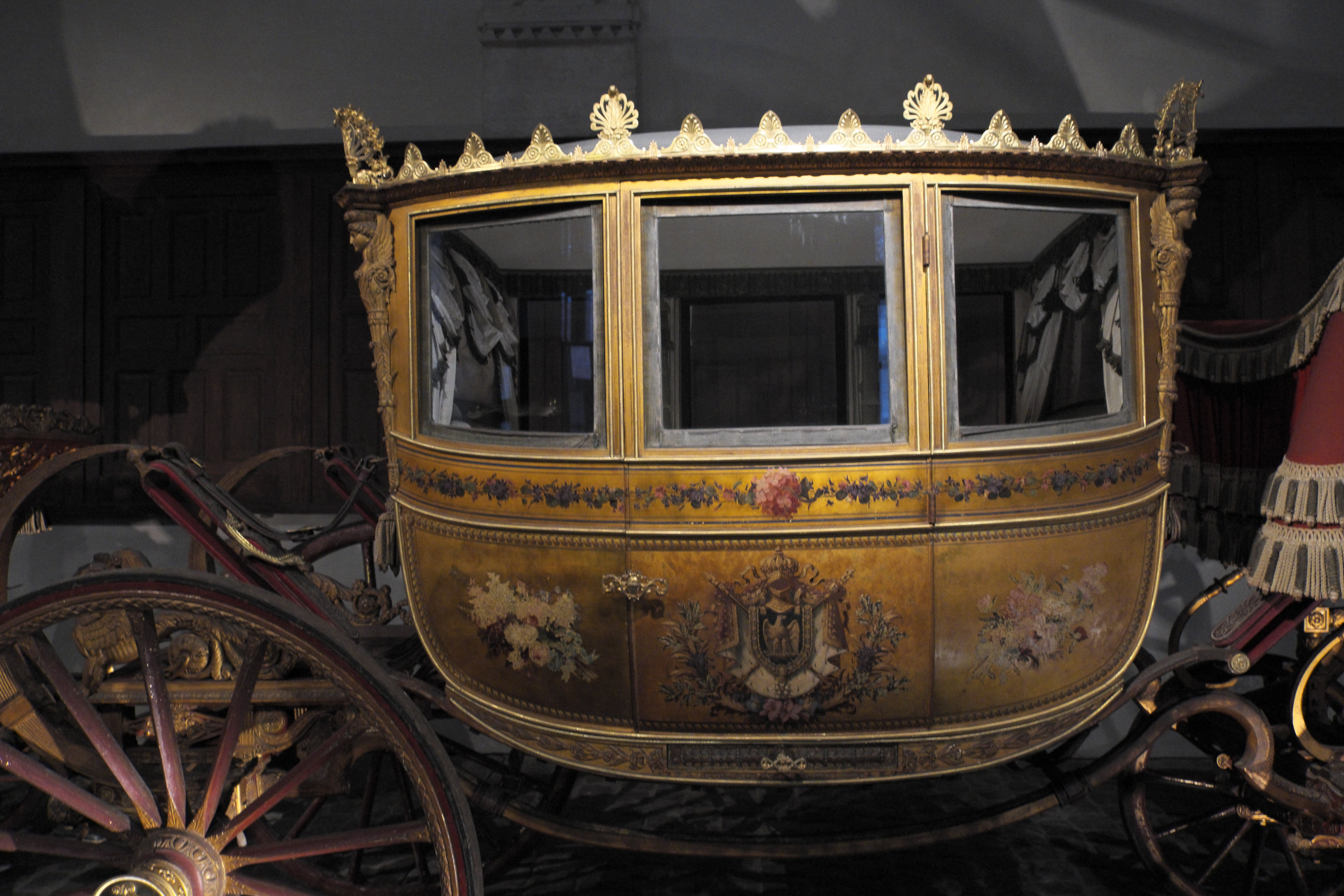
Wat er van De Bruxelles uiteindelijk terecht gekomen is, is onduidelijk. Echter op 11 maart 1810 trad Napoleon Bonaparte voor de tweede keer in het huwelijk, met Marie Louise van Oostenrijk. De overgebleven koetsen voor die gelegenheid vertonen grote gelijkenissen met de Glazen Koets en bevinden zich in de Galerie des Carrosses, Grande Écurie van Versailles. Het vermoeden is dat De Bruxelles voor die gelegenheid een tweede keer verbouwd is en zich tussen deze koetsen bevindt.

De Nederlandse Glazen Koets is met de Gouden Koets een van de twee gala-berlines van het Koninklijk Staldepartement. De naam van de koets is ontleend aan het glas dat de ornamentenrand beschermt. De koets staat in de Koninklijke Stallen in Den Haag.

## Historie
De Glazen Koets werd in 1821 voor koning Willem I besteld bij koetsenmaker Pierre Simons, zoon van koetsenmaker Jan Simons, in Brussel. De familie Simons had in de achttiende eeuw een hoogstaande reputatie opgebouwd in Europa op het gebied van luxueuze en comfortabele koetsen. In 1803 bouwde Pierre Simons reeds een vergelijkbare luxeberline genaamd De Bruxelles, die cadeau werd gedaan aan Napoleon Bonaparte toen hij in dat jaar Brussel bezocht. 
In 1826 werd de Glazen Koets afgeleverd. Maar in 1830 namen de muitende Belgen de koets, samen met andere bezittingen van de verjaagde Oranjes, in beslag. Na de erkenning van het Verdrag van Londen in 1839 reisde de Nederlandse opperstalmeester naar Brussel waar een aantal rijtuigen werd verkocht. Hij kocht hier de Glazen Koets voor een tweede keer en bracht het rijtuig naar Den Haag.

## Gebruik
Jarenlang werd de Glazen Koets op Prinsjesdag gebruikt. Koningin Wilhelmina hield meer van de Glazen Koets dan van de zeer opzichtige Gouden Koets, en is de oudere koets ook na 1900 geregeld op Prinsjesdag blijven gebruiken.
Bij koninklijke bruiloften gebruikte het bruidspaar de Gouden Koets en was de Glazen Koets voor de ouders van het bruidspaar. Bij het huwelijk van prinses Juliana en prins Bernhard in 1937 waren dat koningin Wilhelmina en prinses Armgard. Bij het huwelijk van prinses Beatrix en prins Claus in 1966 waren het koningin Juliana, prins Bernhard en mevrouw von Amsberg. In beide gevallen was de koets met acht paarden bespannen.
De Gouden Koets veroverde langzamerhand de plaats van de Glazen Koets. Volgens het protocol zijn het echter twee gelijkwaardige staatsieberlines. 
Met ingang van Prinsjesdag 2016 wordt de Glazen Koets op Prinsjesdag weer gebruikt. 
In 2022 reed prinses Amalia op Prinsjesdag voor het eerst, samen met haar ouders, mee in de rijtoer van Paleis Noordeinde naar de Koninklijke Schouwburg in Den Haag, waar de ceremonie in dat jaar plaatsvond. 
Op foto's wordt de Glazen Koets vaak verward met de minder voorname gala-glasberline die op Prinsjesdag door prins Constantijn en prinses Laurentien wordt gebruikt. Dat is een omgebouwde gala-berline.

## Ontwerp
De opvallend grote koets heeft een eenvoudig gevormde donkerblauw gelakte kast die is afgezet met een crèmekleurige brede vergulde lijst van ornamenten in de vorm van laurier- en eikenbladeren. Op het portier is het koninklijk wapen uit die tijd geschilderd. Op het dak rust een vergulde houten koningskroon op een rood kussen.
Het interieur is bekleed met purper fluweel, de zitkussens zijn bekleed met een verende laag. De hemel is gemaakt van witte zijde. Het rijtuig heeft zeven ramen met geslepen glas. Het plaatsnemen in een koets met rondom glas was en is het voorrecht van een koning of koninklijke prins(es). Wanneer de koning in de Glazen Koets rijdt, worden acht paarden ingespannen.